# ФК «Спарта» (Прага) в сезоні 1916
Сезон ФК «Спарта» (Прага) 1916 — сезон чехословацького футбольного клубу «Спарта».

## Історія
Чемпіонат Чехії (Богемії) не проводився. В кубку милосердя команда вийшла у фінал.

## Кубок милосердя
Фінал
| 28.5.1916 |

| «Вікторія» (Жижков)                             | 3 — 0 | «Спарта» (Прага) |
| ----------------------------------------------- | ----- | ---------------- |
| Баух 64' Копейтко-Прокоп 74' Стейнер 87' (пен.) | звіт  |                  |

|  |

## Товариські матчі
- 8.04. Спарта - Лібень - 9:0[3]
- 15.04. Вікторія - Спарта - 2:2[4]
- 29.04. Спарта - Прага XV - 9:1[5]
- червень. Спарта - ЧАФК Виногради - 3:0 (Ванік, Боббі, ...)
- 25.06. Спарта - Кладно - 4:1[6]
- липень. Пардубіце - Спарта - 2:3[7]
- вересень. Вікторія Виногради - Спарта - 0:7[8]
- вересень. СК Метеор-VIII - 0:3